# Myosorex kihaulei
Myosorex kihaulei is een spitsmuis uit het geslacht Myosorex die voorkomt in het Udzungwa-gebergte van Tanzania. Populaties van Myosorex uit het Rungwe-gebergte (ook in Tanzania) en uit het grensgebied van Zimbabwe en Mozambique vertegenwoordigen mogelijk ook populaties van M. kihaulei (dat is minder waarschijnlijk bij de populatie uit Zimbabwe en Mozambique), hoewel het ook om onbeschreven, aparte soorten kan gaan. Deze soort is genoemd naar Philip Kihaule, die veel heeft bijgedragen aan de exploratie van de kleine zoogdieren van de bergen van Tanzania.
M. kihaulei is een kleine, donkere Myosorex. Het hele lichaam is donkerbruin tot zwart. Deze soort lijkt op M. geata, maar heeft een kleinere schedel en grotere knobbels op de achtervoeten. De staartlengte is bijna de helft van de kop-romplengte. De totale lengte bedraagt 109 tot 126 mm, de kop-romplengte 70 tot 81 mm, de staartlengte 36 tot 44 mm, de achtervoetlengte 12 tot 14 mm, de oorlengte 7 tot 9 mm en het gewicht 8 tot 12 g.